# Yoga
Yoga (Devanagari: योग) este un grup de practici fizice, exerciții de respirație, concentrare și meditație care își au originea în India Antică și au ca scop armonia corp-minte-suflet. Termenul Yoga vine de la cuvantul din limba sanscrită yugam, care înseamnă ”a uni”/uniune”, uniunea cu divinitatea ca esență a ființei fiind considerată scopul înalt al practicii. Yoga este una din cele 6 școli traditionale (astika) ale hinduismului, bazată pe meditație ca o cale spre auto-cunoaștere și eliberare. Textele Hindu, care stabilesc bazele yoga sunt: Upanishadele, Bhagavad Gita, Yoga Sutra lui Patanjali, Hatha Yoga Pradipika și multe altele. În India, Yoga este privită ca fiind un mijloc de desăvârșire atât fizică, precum și spirituală. În afara Indiei, Yoga a început să fie asociată în primul rând cu practicarea așa-numitelor asana (poziții) incluse în Hatha Yoga (vezi de asemenea Yoga ca exercițiu), cu toate că a influențat întreaga familie de Religii dharmice și alte practici spirituale din toată lumea. Un practicant dedicat de Yoga este numit yogi, yogin (masculin), sau yogină (feminin). 
Yoga, ca o combinare între exerciții si meditație este practicată de mai bine de 5 000 de ani.
Yoga face parte din Patrimoniul Cultural Imaterial al UNESCO din anul 2016.
De când a fost scrisă Bhagavad Gita, ramurile principale ale Yoga au fost clasificate astfel: Karma yoga, Jnana yoga, Bhakti yoga și Raja yoga.

## Istoria Yoga
Un sigiliu păstrat până azi de acum 5.000 de ani de la Civilizația de pe Valea Indului înfățișează o figură despre care arheologii cred ca este un yogin stând în poziție de meditație. Figura este reprezentată stând într-o pozitie tradițională yoga, cu picioarele încrucișate și mâinile odihnindu-se pe genunchi. Descoperitorul sculpturii, arheologul Sir John Marshall, a denumit figura Shiva Pashupati.

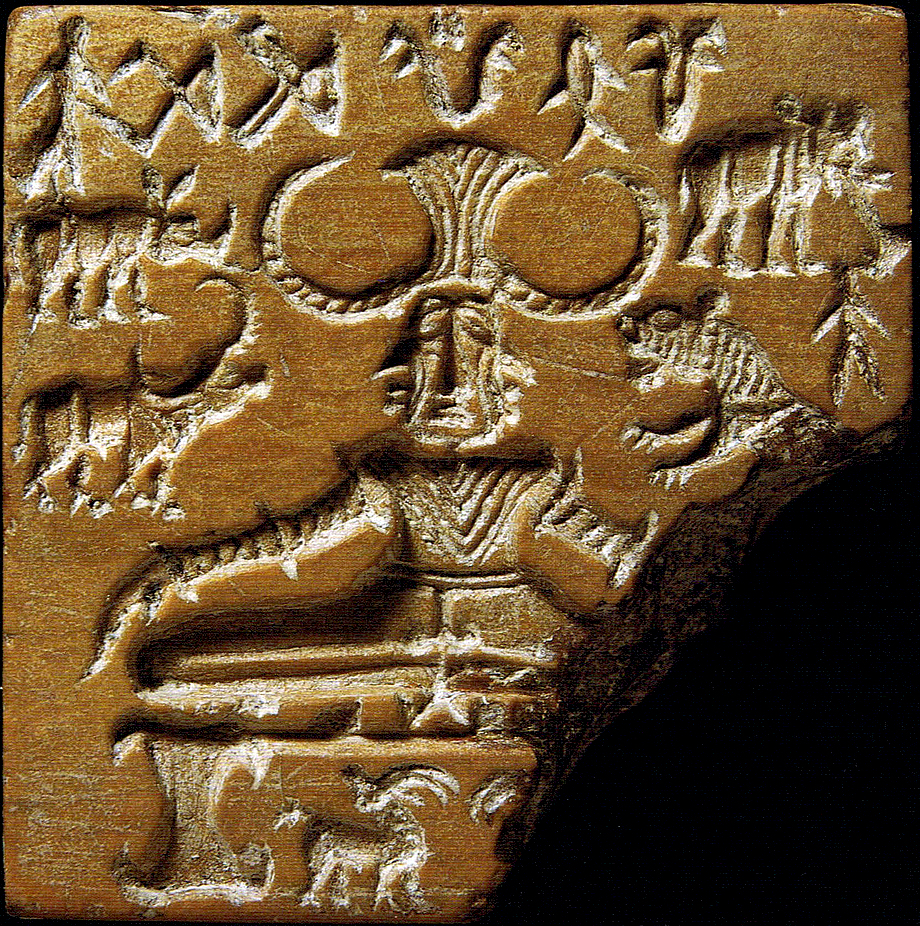
Un sigiliu ce aparține civilizației de pe Valea Indului, înfățișând o persoana în poziție de meditație.

Prima referire la yoga, ramasă în scris, o găsim în Rig Veda, vechimea acesteia fiind estimată a fi în jurul a 3.500 de ani. Upanishadele, (800-100 î.Hr.), Bhagavad Gita (400-100 î.Hr.), și Yoga Sutra aparținând lui Patanjali (200 î.Hr.), de asemenea abordează conceptele și învățăturile yoga.

### Etimologie
În limba sanscrită yoga este o derivare a termenului pre-indo-europpean yugam, dintr-o rădăcină yeug- (sanscrită yuj-) însemnînd "a se alătura" sau "a se uni"; înrudit cu latinescul iugum și termenul modern englezesc yoke.
Termenul este atestat în Rig Veda în sensul unui „act de alăturare, atașament, dedicare”, dar și în sensul de „ocupație, încercare, performanță”. Un sens spiritual de „exercitare, zel, silință” este atestat încă din Mahabharata, și sensul spiritual sau mistic al „contemplării abstracte, al meditației” apare în egală măsură în Mahabharata, ca și în Upanishade.

### Bhagavad Gita
The Bhagavad Gita ("Cîntecul Domnului"), deși a fost scris undeva între anii 400 și 100 î.Hr., vorbește despre patru ramuri ale yoga:
- Karma yoga: Yoga acțiunii în lume.
- Jnana yoga: Yoga înțelepciunii și a silinței intelectuale
- Bhakti yoga: Yoga dăruirii către Dumnezeu
- Dhyana yoga (numita ulterior Raja yoga): Yoga meditației

### Yoga Sutras lui Patanjali

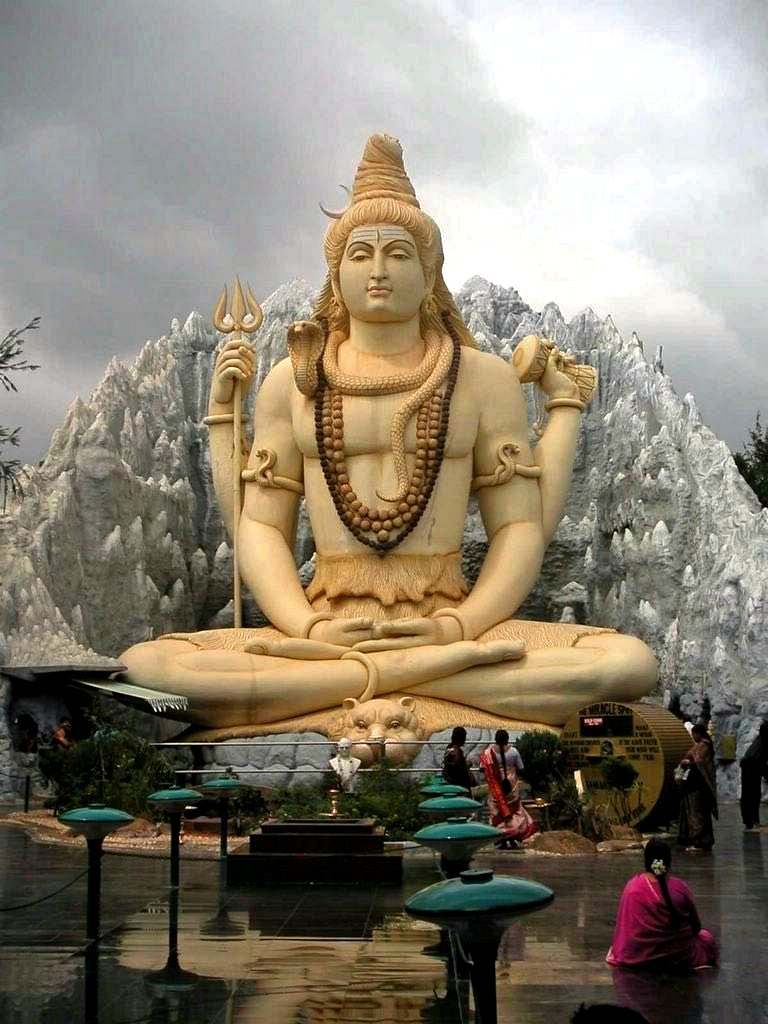
Zeul Shiva meditând - statuie.

Yoga Sutra lui Patanjali este o carte care cuprinde 196 de aforisme compilate de înțeleptul Patanjali undeva între 200 î.Hr. și 300 d.Hr.
Referindu-se la clasificările  Bhagavad Gita, Yoga lui Patanjali este o formă de Raja yoga, căci caută prin meditație calea către scopul ultim. Patanjali însuși face referire la ea ca  "Ashtanga Yoga" ("Yoga cu 8 brațe/ramuri"), de la cei opt pași pe care el i-a stabilit ca fiind calea practică de a atinge desăvârșirea, iluminarea. Acest concept de "opt brațe" a devenit din acel moment caracteristica principală a Raja yoga, și este practic o însușire de bază a oricărei variante cunoscute de atunci și până în zilele noastre.
Cele opt ramuri de yoga ale lui Patanjali sunt:
(1) Yama (Cele cinci "abțineri"): nonviolenta, adevarul, a nu fura, sublimarea energiei (înțeleasă și ca puritate sexuală), detașarea.
(2) Niyama (Cele cinci "respectări"): puritate, mulțumire, perseverența practicii, cunoastere de sine și devotiune fata de divinitate.
(3) Asana: Literal înseamnă "ședere", și Patanjali folosește acest termen pentru a denumi poziția șezută a corpului în timpul meditației. Mai târziu, odată cu afirmarea Hatha yoga, "Asana" a început să denumească toate pozițiile folosite. Ele sunt meditație în mișcare, fiecare poziție având beneficii specifice asupra anunitor zone și organe din corp, precum și echilibrarea fluxului de energie prin meridiane, denumite în yoga nadi.
(4) Pranayama ("Controlul Forței Vieții"): Controlul  prān-ei (prăna), forța vieții sau energia vitală, cu referire mai ales la controlul respirației.
(5) Pratyahara ("Abstracția"): Interiorizarea simțurilor.
(6) Dharana ("Concentrarea"): Fixarea atenției asupra unui singur obiect.
(7) Dhyana ("Meditația"): Contemplarea intensă si neîntreruptă asupra obiectului meditatiei.
(8) Samadhi ("Extazul" sau "Enstaza"): Starea de absorbire completă în obiectul meditației, ce conduce la iluminare (in stadiul ultim de Samadhi), reprezentând uniunea cu esența primordială a ființei, realizarea naturii Sinelui, contopirea în absolut ce conduce la eliberarea de ego și de suferință.

### Hatha Yoga Pradipika
Hatha Yoga este un sistem aparte de yoga introdus de Yogi Swatmarama, un yogin al secolului al XV-lea în India, autorul compilației Hatha Yoga Pradipika. Hatha Yoga este o dezvoltare— dar diferind substanțial de ea— a Raja yoga a lui Patanjali, în care accentul se pune pe shatkarma, purificarea fizicului, ducând astfel la purificarea minții (ha) și prana, sau energia vieții (tha). În contrast, Raja yoga, structurată de Patanjali, începe cu o purificare a minții (yamas) și a spiritului (niyamas), apoi merge spre corp prin asana (poziții ale corpului) și pranayama (suflare). Hatha Yoga conține substanțiale influențe tantra, și marchează primul moment de introducere a chakra și kundalini în canonul yogin. Comparativ cu  asanele lui Patanjali din Raja Yoga în poziția șezând, văzute în general ca mijloace de pregătire pentru meditație, se marchează acum  dezvoltarea asanelor ca "poziții" ale întregului corp, precum este și sensul modern al cuvântului "asana".
Hatha Yoga, în multele sale variante moderne, este stilul asociat astăzi termenului de "yoga". Deoarece pune accent pe trup prin practicarea asanelor și a pranayamei, mulți practicanți occidentali sunt satisfăcuți cu sănătatea fizică și vitalitatea pe care o dezvoltă și nu sunt interesați de celelalte șase ramuri ale Hatha Yoga, sau de mai vechea tradiție Raja yoga, pe care aceasta se bazează.

### Renașterea modernă
Yoga a atras atenția unui public occidental la mijlocul secolului al XIX-lea, împreună cu alte subiecte ale filosofiei indiene. În contextul acestui interes în devenire, N. C. Paul și-a publicat Tratatul de filosofie yoga în 1851.
Teosofiști, inclusiv Elena Blavatschi, a avut, de asemenea, o mare influență asupra viziunii publicului occidental asupra yoga. Opiniile ezoterice actuale la sfârșitul secolului al XIX-lea au oferit o bază suplimentară pentru recepția Vedanta și a Yoga, cu teoria și practica corespondenței dintre spiritual și fizic. Recepția Yoga și a Vedantei s-a împletit astfel una cu cealaltă și cu curentele (în cea mai mare parte bazate pe neoplatonism) ale reformei și transformării religioase și filozofice de-a lungul secolului al XIX-lea și începutul secolului al XX-lea. Mircea Eliade a adus un nou element în primirea yoga, cu accentul puternic pe yoga tantrică în cartea sa fundamentală: Yoga: nemurirea și libertatea. Odată cu introducerea tradițiilor tantrei și a filozofiei Yoga, concepția despre „transcendent” care trebuie atinsă de practica yoghină s-a schimbat de la experimentarea „transcendentului” („Atman-Brahman” în teoria advaitică) în minte la corpul însuși.

## Filosofia Yoga
În toate ramurile yoga, țelul final este atingerea unei stări eterne de conștiință perfectă.  În școlile moniste ale advaita vedantei și șivaismului, această perfecțiune ia forma mokșei, care este o eliberare de toată suferința lumească și de cercul nașterilor și al morților (Samsara), o stare în care gândurile încetează și apare experiența unirii beatifice cu Supremul Brahman. Pentru școlile dualiste bhakti ale vaișnavismului, bhakti însăși este țelul suprem al procesului yoga, iar perfecțiunea culminează într-o relație eternă cu Vișnu sau cu unul dintre avatarele lui, precum Krișna sau Rama.
Practicarea concentrarii (dharana) și a meditației (dhyana) este comună majorității formelor de yoga. Dharana, potrivit definiției lui Patañjali, este "aducerea conștiinței într-un singur punct" (sanscrită: ekāgrata, concentrare într-un singur punct). Conștiența este concentrată pe un punct subtil al senzației (cum ar fi pe suflul care intră și iese din nări). Concentrația susținută pe un singur punct conduce, treptat, la meditație (dhyana), în care facultățile  interioare sunt capabile să se extindă și să se identifice cu ceva vast. Practicanții meditației anunță sentimente de pace, bucurie și uniune.
Obiectul meditației poate să difere de la școală la școală, e.g. meditația asupra respirației, meditația pe una dintre chakre, cum ar fi centrul inimii (anahata chakra) sau 'al treilea ochi' (ajna chakra);  sau asupra unei calități, precum pacea. Școlile non-dualiste, precum Advaita Vedanta, pot medita la Absolut, fără nici o formă a calităților (Nirguna Brahman). Această meditație este, din multe puncte de vedere, asemănătoare cu meditația buddhistă a vidului (shunyata).

## Yoga în alte tradiții
Scopurile yoga sunt exprimate în mod diferit de către diferite tradiții. Pentru o persoană la început de drum, yoga poate fi practicată pentru armonie și sănătate sporită atât la nivel fizic, cât și emotional și mental. Poate fi o cale de concentrare a minții, autocontrol si creștere spirituala sau de cultivare a compasiunii și a introspecției.
Yoga, la nivelul cel mai înalt, înseamna însă eliberarea de lume, de simțuri, de corp, de emoții, de minte și de ego și astfel ajungerea la absolut, ceea ce implica eliberarea din suferinta ciclului renasterilor si atingerea starii de puritate. Pentru aceasta yoga cere disciplina, cunoaștere spirituala si mai ales devotiune.

## Yoga în România
Publicul român a luat cunoștință cu Yoga pentru prima dată prin lucrările lui Mircea Eliade: romanul Maitreyi, volumele India și Caietele maharajahului publicate în 1934, Alchimia asiatică, apărută în 1935, Yoga: Essai sur les origines de la mystique indienne publicată simultan în franceză și română în 1936.
În 1940 apare cartea Educație fizică hindusă, de Jatindra Chakraborti, cu prefață de Dr. Grigore Benetato.
La începutul perioadei comuniste, yoga a fost interzisă în România, fiind considerată „mistică și idealistă”, iar cartea lui Eliade, Yoga. Nemurire și libertate (1954) nu a putut fi publicată în limba română.
În anii 1970, regimul a devenit mai permisiv, astfel că au fost publicate lucrările Yoga, de Asen Milanov și Ivanka Borisova, Yoga, de Lazăr Baroga și Marta Baroga, 1973, cartea lui Ion Vulcănescu, Breviar practic HATHA-YOGA din același an, Yoga pe înțelesul tuturor, de Carmen Galin și Filaret Ropceanu (traducerea cărții "Yoga pour chacun" a lui Philippe de Meric) în 1976 și Yoga, izvor de sănătate, de Nicolae Tufoi în 1979.
Volumele respective au fost obligate să evite dimensiunile filozofice și mistice ale yoga.
O figură emblematică a mișcării yoga în România este Gregorian Bivolaru, care a inceput sa predea yoga in Romania inca din anii 1970. A fost luat in vizorul Securității in anul 1972, iar in urma unei perchezitii domiciliare s-au ridicat o serie de materiale si carti, concluzionandu-se ca Gregorian Bivolaru are manifestări necorespunzatoare, corespondeaza cu cetateni straini și dovedește un interes deosebit pentru științele oculte. După ce a început  să corespondeze cu Mircea Eliade, marele istoric al religiilor care trăia în Franța, considerat însă de comuniști ”dușman al poporului”, Gregorian Bivolaru a avut parte de prima descindere a Securității la locuința sa, în 1972.
A fost cercetat de Securitate intr-un dosar intitulat „Bradul”, semnat de colonelul Z. Biriș și locotenentul Dan Pisai la 23 decembrie 1971, în care se sustine despre Gregorian Bivolaru, născut în 1952, în comuna Tărtășești, fost elev la Liceul „Gh.Șincai” că acesta este pasionat de yoga, spiritism, hipnotism, și că încearcă să‑și facă adepți în rândul tineretului. Cei hotarasc sa fie lucrat in actiunea aflata in desfasurare. În ciuda supravegherii, amenințărilor și chiar a unor condamnări neexecutate, Gregorian Bivolaru și‑a continuat cursurile de yoga, în case particulare ori în cadru instituțional, până în 1982, când s‑a declanșat afacerea Meditației Transcendentale. Practica yoga era liberă, iar diferite tehnici de hatha yoga erau folosite chiar și de angajații Ministerului de Interne. Iar Bivolaru, în ciuda hărțuirii permanente, nu părea intimidat si a continuat sa practice si sa predea yoga pe ascuns, urmărit și hărțuit permanent de Securitate, urmând cea mai cumplita perioada a represiunii.
A fost condamnat pentru prima data un an la inchisoare in anul 1977 pentru multiplicare și răspândire de materiale pornografice, de ocultism și magie neagră, insa a scăpat de pușcărie deoarece sentința în dosarul său a fost pronunțată în preajma zilei de naștere lui Nicolae Ceaușescu, care, printr-un decret prezidențial, a dispus grațierea în masă infractorilor mici. A fost condamnat la inchisoare a doua oara in anul 1984, când viitorul lider MISA a primit un an și jumătate pentru că evadase din sediul Securității de pe Calea Rahovei, din București, unde fusese închis pentru prestarea fără autorizație a activității de profesor de yoga. A fost tinut in lanturi grele de 7-8 kg si nu a fost eliberat, conform procedurii, la jumatatea perioadei daca manifesta un comportament bun si nu crea probleme.
În anul 1977 a fost înființată Mișcarea transcendentală de către Nicolae Stoian, cetățean francez de origine română, miscare la care a participat si Gregorian Bivolaru.
Activitatea grupului, considerat ca fiind o sectă, a fost lichidată de autorități în anul 1981.
Închiderea mișcării a fost cel mai mare scandal care a zguduit mediile intelectuale bucureștene într-o perioadă relativ recentă, proaspată încă în memoria protagoniștilor și a martorilor.
El a zdruncinat și uneori chiar a frânt destinele unui numar considerabil de oameni: cercetători, artiști, scriitori, ingineri, medici, funcționari de rang superior.
Unele dintre personajele principale, secundare sau episodice ale cărții sunt personalități de mare vizibilitate: Andrei Pleșu, Octavian Paler, Adrian Păunescu, Aurora Liiceanu, Ion Mânzatu, Aneta Spornic.
Ca urmare a acestui scandal, yoga a fost iarăși interzisă, și nu numai yoga, ci chiar și pshihologia a fost de asemenea interzisă până în decembrie 1989.
De asemenea, comisia de yoga a Ministerului Sănătății a fost dizolvată în 1982, motiv pentru care membrii ei au reactivat-o imediat după căderea comunismului, în decembrie 1989, sub conducerea doctorului Alexandru Mircea Rădulescu.
Tot în 1989, Gregorian Bivolaru a fost arestat din nou, pentru răspândire de materiale cu conținut obscen. Printre acestea se aflau și câteva fotografii în care „Grig” întreținea relații sexuale cu prietena sa din acea perioadă. El a fost amenintat ca va fi declarat bolnav pishic si va fi internat la Poiana Mare, iar daca va incerca sa evadeze va fi impuscat. În final, anchetatorii au stabilit că omul nu are discernământ, drept pentru care s-a dispus scoaterea de sub urmărire penală și internarea lui într-o clinică de specialitate, până la însănătoșire.
Până în anul 1989 a fost monitorizat permenent de Securitate si in ciuda tuturor intimidarilor si condamnarilor nu a încetat să practice și să predea yoga, prin aceasta realizând un act unic de rezistență spirituală în România comunistă. Gabriel Andreescu, cercetător al arhivelor CNSAS, dizident și militant pentru drepturile omului, afirmă în cartea sa ”MISA - Radiografia unei represiuni” că grupul de yoghini coordonat de Gregorian Bivolaru este ”singurul exemplu de rezistență colectivă îndelungată sub regimul lui Nicolae Ceaușescu”.
Imediat după Revoluție, Bivolaru a înființat MISA, care a ajuns să adune astăzi peste 40.000 de simpatizanți, din țară și străinătate.
Pe 4 iulie 2011 justiția românească a dat verdict (în dosarul 48765/3/2010) că în toți anii de dinainte de revoluție Gregorian Bivolaru a fost persecutat politic, iar toate acuzațiile enumerate mai sus au fost fabricate de autorități. Este verdict definitiv și irevocabil.
Conform Agerpres, care citează websiteul EUROPOL, „Bivolaru este căutat pentru [...] abuz sexual și trafic de ființe umane în formă agravantă în Finlanda și Franța în 2008-2013”. A fost emis un mandat de arestare preventivă. Este în continuare căutat de Interpol.

### Articole cu legătură
| - Chakra - Five Tibetan Rites - Hesychasm - Hindu Philosophy - Hinduism | - Hindu idealism - Holistic living - Kundalini - Meditation - Prana | - Pranayama - Self-realization - Seven stages - Spirituality - Tummo | - Yogi - Yogini - Yoga piracy - Yoga as exercise - Yoga (alternative medicine) |

### Școli de Yoga
| - Anahata Yoga - Ananda Marga - Ananda Yoga - Anusara Yoga - Anu Yoga - Ashtanga Vinyasa Yoga - Ati Yoga - Ajikan Yoga - Abheda Yoga | - Bikram Yoga - Cardiac Yoga - Carya Yoga - Chair Yoga - Hatha Yoga - Integral Yoga - Iyengar Yoga - Kripalu Yoga | - Krishnamacharya's Yoga - Kriya Yoga - Kundalini Yoga - Laya Yoga - Maha Yoga - Naked Yoga - Natya Yoga - Navara Yoga | - Pranava Yoga - Raja Yoga - Sahaja Yoga - Satyananda Yoga - Siddha Yoga - Six Yogas of Naropa - Sivananda Yoga - Supramental Yoga | - Surat Shabd Yoga - Swara Yoga - Tantra Yoga - Tradiția himalaiană de meditație yoga - Trul khor (Yantra Yoga) - Yin Yoga - Yoga Chi Gung - Yoga in Daily Life - Societatea de Yoga si Parapsihologie |

### Maeștri de Yoga
| - Agastya - Bhogar - Mahavatar Babaji - Gaudapada - Govindapada - Shankara - Abhinavagupta - Gorakshanath - Ramanuja - Kabir - Madhva - Guru Nanak - Chaitanya Mahaprabhu - Nimbarka - Swami Rama Tirtha - Tukaram - Vallabhacharya - Swami Dayananda - Ramakrishna Paramahamsa - Sarada Devi - Swami Vivekananda - Shirdi Sai Baba | - Swami Bhaktivedanta⁠(en)[traduceți] - Swami Narayan - Lahiri Mahasaya - Panchanon Battacharya - Shri Yukteswar Giri - Yogananda Paramahansa - Anandamayi Ma - Swami Gitananda - Ramana Maharishi - Aurobindo Gosh - Yoga Swami - Swami Sivananda - Swami Chidananda Saraswati - Swami Vishnudevananda - Ramlal Prabhuji - Vedula Satyananda Rao - Swami Satyananda Saraswati - Nityananda - Muktananda - Shri Shri Anandamurti | - Bengali Babaji - Swami Rama - Swami Ramdas - Srila Prabhupada - Satya Sai Baba - Nirmala Devi - Guru Navara - Yogi Amrit Desai - Yogi Bhajan - Swami Chidvilasananda - Paramahamsa Hariharananda - Paramahamsa Prajnananda - Poonja - Marshall Govindan - Swami Chinmayananda - Osho Rajnesh - Ravi Shankar - Krishnamacharya - Maharishi Mahesh - Meher Baba | - Neem Karoli Baba - Nisargadatta Maharaj - B. K. S. Iyengar - Pattabhi Joys - Desikachar - Laxmann Joo - Swami Anandakapila - Satguru Sivaya Subramuniyaswami - Arthur Avalone - 'Swami Niranjananda Saraswati |